# Bill, galaktický hrdina
Bill, galaktický hrdina (anglicky Bill, the Galactic Hero) je vědeckofantastická knižní série amerického spisovatele Harryho Harrisona. Jedná se o heptalogii, sedmidílný cyklus satirických antimilitaristických románů, z nichž první, Galaktický hrdina Bill, vyšel v roce 1965. Na něj navázal o téměř čtvrtstoletí později další díl napsaný H. Harrisonem s názvem Bill, galaktický hrdina: Na planetě otročích robotů. Zbylých pět pokračování napsali v letech 1990–1992 jiní autoři a Harrison je upravil.
Protagonistou příběhů je Bill, původně farmářský synek, který je rekrutován do armády, absolvuje tvrdý vojenský dril a poté okusí první galaktické bitvy a další dobrodružství.
Česká vydání všech sedmi knih se objevila na trhu v roce 1996 a realizovala je nakladatelství AF 167 (první díl) a And Classic (zbývající díly). V roce 1998 vyšel v nakladatelství Banshies český omnibus Bill, galaktický hrdina obsahující čtyři romány série: Bill, galaktický hrdina: Na planetě otročích robotů; Bill, galaktický hrdina: Na planetě nechutných rozkoší; Bill, galaktický hrdina: Na planetě upířích zombií a Bill, galaktický hrdina: Poslední neuvěřitelné dobrodružství.

## Historie
Harry Harrison sloužil v americké armádě u USAAC a ačkoli se přímo nezúčatnil bojů 2. světové války, ta mu dala i několik užitečných věcí do života. Jednou z nich byl i probuzený instinkt přežití (častý motiv v jeho tvorbě) a také zájem o počítače.

Začal experimentovat s románem pracovně nazvaným If You Can Read This You Are Too Damned Close, v němž by obsáhl své pocity ze služby v armádě, nenávist k válce a podezření k lidem, kteří mají rádi válku. Dílo pojal jako černou komedii a jako inspiraci uvádí Candide od francouzského osvícenského filosofa Voltaira a Hlava XXII od Josepha Hellera, protože "některé věci jsou tak hrozné, že jim lze čelit pouze hořkým smíchem". K tomu přidal parodii na jiná vědeckofantastická díla. Jedním z parodovaných autorů je Isaac Asimov a jeho planeta Trantor ze série Nadace (v Harrisonově románu je to planeta Helior). Především je však na paškále militaristická sci-fi Hvězdná pěchota od Roberta A. Heinleina. Kniha Briana Ashe The Visual Encyclopedia of Science Fiction uvádí: "Harrisonova interpretace vojenské ideologie je zcela opačná než v Hvězdné pěchotě. I když je Billovo groteskní násilí prezentováno jako fraška, je odhaleno jako zločin proti lidskosti nebo proti jakémukoli jinému živému druhu a je neospravedlnitelné za žádných okolností."

Román nakonec pojmenovaný Bill, the Galactic Hero vydalo v roce 1965 nakladatelství Doubleday.
Ještě předtím vyšel v roce 1964 ve zkrácené verzi jako novela pod názvem The Starsloggers v časopise Galaxy Magazine redigovaném Frederikem Pohlem.

## Seznam knih
- Galaktický hrdina Bill, česky 1996 (anglicky Bill, the Galactic Hero, 1965)[1][2]
- Bill, galaktický hrdina: Na planetě otročích robotů, česky 1996 (anglicky Bill, the Galactic Hero on the Planet of Robot Slaves, 1989)
- Bill, galaktický hrdina: Na planetě lahvových mozků, česky 1996 (anglicky Bill, the Galactic Hero on the Planet of Bottled Brains, 1990) — spoluautor Robert Sheckley
- Bill, galaktický hrdina: Na planetě nechutných rozkoší, česky 1996 (anglicky Bill, the Galactic Hero on the Planet of Tasteless Pleasures, 1991)[1] — spoluautor David Bischoff
- Bill, galaktický hrdina: Na planetě upířích zombií, česky 1996 (anglicky Bill, the Galactic Hero on the Planet of the Zombie Vampires, 1991) — spoluautor Jack C. Haldeman II
- Bill, galaktický hrdina: Na planetě tisíce barů, česky 1996 (anglicky Bill, the Galactic Hero on the Planet of Ten Thousand Bars, 1991) — spoluautor David Bischoff
- Bill, galaktický hrdina: Poslední neuvěřitelné dobrodružství, česky 1996 (anglicky Bill, the Galactic Hero: The Final Incoherent Adventure, 1992) — spoluautor David Harris

Za součást série lze považovat i povídku Harryho Harrisona, která vyšla ve sbírce Galactic Dreams z roku 1994:
- Bill (aneb šťastná dovolená galaktického hrdiny), česky 1997 ve sbírce Galaktické sny (anglicky Bill, the Galactic Hero's Happy Holiday, 1994)

## Filmová adaptace
Dle knižní předlohy natočil v roce 2014 britský režisér Alex Cox film Bill the Galactic Hero.